# Roman Panin

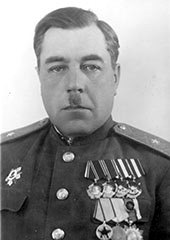
Roman Panin

Roman Ivanovich Panin (Russisch: Роман Иванович Панин) (Sint-Petersburg, 28 september 1897 – Moskou, 1 juni 1949) was een generaal-majoor van de Sovjet-Unie die vocht in de Tweede Wereldoorlog.

## Opleiding
Panin ging in oktober 1916 bij het Keizerlijk Russisch leger als cadet aan de Militaire School “Pavel” waar hij in februari 1917 afstudeerde als praporsjtsjik.

## Eerste Wereldoorlog
Panin diende bij het 178e regiment infanterie reserve en werd in april naar het front in Roemenië gestuurd met het 294e regiment infanterie “Berezina”. Hij raakte gewond en lag van september 1917 tot januari 1918 in een hospitaal te Sint-Petersburg en hij werd gedemobiliseerd.

## Russische Burgeroorlog
Bij uitbreken van de Russische Burgeroorlog in 1919 ging bij het Rode Leger als adjudant van het eerste militair district van Sint-Petersburg.
Vanaf september 1919 voerde Panin het bevel over een compagnie van de staf van het militair district Moskovski-Narvski van Sint-Petersburg. Hij vocht op het westelijk front van de Russische Burgeroorlog tegen het Noordwestelijk Leger van de Witten.
In januari 1920 kreeg Panin het bevel over een compagnie van het 166e bataljon infanterie.
Nadien kreeg hij het bevel over een compagnie van het bataljon genie.
In maart 1921 sloeg hij mee de opstand van Kronstadt neer.

## Interbellum
Na het einde van de burgeroorlog kraag Panin het bevel over een compagnie van het 94e regiment infanterie van de 11e divisie infanterie in het militair district Leningrad.
In 1924 volgde hij de Vystrel cursus voor officieren.
In februari 1926 kreeg Panin het bevel over een bataljon van het 59e regiment van de 67e divisie infanterie.
In april 1931 kreeg hij het bevel over het 60e regiment infanterie.
In november 1936 werd Panin vicecommandant van de 16e divisie infanterie. Hij ontving de Leninorde. In 1938 ontving hij de Jubileummedaille voor de 20e verjaardag van het Rode Leger.

## Tweede Chinees-Japanse Oorlog
Van juli 1938 tot oktober 1939 was Panin militair raadgever van het Nationaal Revolutionair Leger in de Tweede Chinees-Japanse Oorlog. Eind september gaf hij raad aan Zhang Fakui te Xinpu en daarna aan Bai Chongxi te Guilin. Hij ontving de Orde van de Wolk en het Vaandel.

## Winteroorlog
Op 21 oktober 1939 kreeg Panin het bevel over het 1e legerkorps infanterie te Pskov in het militair district Leningrad en hij vocht in de Winteroorlog.
De drie divisies van zijn legerkorps moesten als deel van het 8e leger Ilomantsi en Korpiselka aanvallen. Ze dreven de Finnen terug en namen op 2 december Soeojarvi in.
- Panin zond zijn 155e divisie infanterie naar Tolvajärvi en Korpiselka, maar Finse tegenaanvallen in de regio Mohko - Oinassalmi stopten dit.
- De 56e divisie infanterie vocht de Slag bij de Kollaa maar kon de rivier Kollaa niet oversteken.
- De 139e divisie vocht op 12 december de Slag bij Tolvajärvi maar trok terug.

De volgende dag werd Panin vervangen door Dmitri Timofejevitsj Koslov en overgeplaatst naar de reserve.
Op 22 februari 1939 ontving hij de Orde van de Rode Banier.

## Tweede Wereldoorlog
In juni 1940 werd Panin hoofd gevechtstraining voor het militair district Leningrad.
Op 4 juni werd hij generaal-majoor.
In maart 1941 kreeg hij het bevel over het 42e Legerkorps infanterie.
Na Operatie Barbarossa op 22 juni werd dit legerkorps deel van het 14e leger.
Op 24 augustus 1941 kreeg Panin het bevel over het 14e leger om Moermansk te verdedigen tijdens Operatie Silberfuchs.
De eerste secretaris van het regionaal comité van Moermansk van de Communistische Partij van de Sovjet-Unie Maxim Starostin klaagde dat hij te veel wodka dronk.
In 1942 ontving hij de Medaille voor de Verdediging van Leningrad.
In mei 1942 kreeg hij het bevel over het 2e reserveleger.
In augustus 1942 gaf hij les aan de Froenzeacademie. 
In februari 1943 werd hij hoofd gevechtstraining voor het Volchov Front. 
In september kreeg hij het bevel over het 7e legerkorps infanterie van het 59e leger en hij leidde het in het Leningrad–Novgorod Offensief en nam Novgorod in. Daarvoor ontving hij op 21 februari 1944 de Orde van Koetoezov 2e klasse
Van april tot mei 1944 leidde hij het 99e legerkorps infanterie aan het 3e Baltische Front.
In mei werkte hij voor de stafchef.
In juni bezocht hij het 3e Wit-Russische Front met Aleksandr Vasilevski. 
In juli vocht hij als vicebevelhebber van het 5e leger in Operatie Bagration en het Oost-Pruisenoffensief.
Op 3 november 1944 ontving hij zijn tweede Orde van de Rode Banier
Hij raakte gewond en in februari 1945 lag hij in het hospitaal. 
Vanaf mei 1945 werkte hij opnieuw voor de stafchef.
Op 2 december 1945 ontving hij zijn tweede Leninorde.

## Na de oorlog
In 1945 ontving hij de Medaille voor de Overwinning over Duitsland in de Grote Patriottische Oorlog 1941-1945.
Na de oorlog werd Panin hoofd van een leerstoel aan de Froenzeacademie.
In 1948 ontving hij de “Jubileummedaille 30 jaar Sovjet Leger en Marine”.
In 1949 ging hij met pensioen en op 1 juni 1949 overleed hij. Hij ligt begraven op de  Novodevitsjibegraafplaats.